# ريتشل راب
ريتشل راب (بالإنجليزية: Rachel Raab)‏ هي مصورة وفنانة أمريكية، ولدت في 1981 في مونتريال في كندا.